# 萨拉·索菲亚·班克斯
萨拉·索菲亚·班克斯（英語：Sarah Sophia Banks，1744年10月28日—1818年9月27日）,是一个英国古董收藏家，也是博物学家约瑟夫·班克斯的妹妹。萨拉收集硬币，奖章和短期使用物品，如单面印刷品，报纸，名片，雕刻，广告和演出海报。约瑟夫·班克斯1779年结婚前，她都和约瑟夫·班克斯一起生活，之后她仍一直与班克斯夫妇住在一起。
她收集品都赠予了大英博物馆和大英图书馆。

## 延伸阅读
- Gascoigne, J. 2004.  Banks, Sarah Sophia (1744–1818), Oxford Dictionary of National Biography, Oxford University Press
- Pincott, Anthony  2004. The Book Tickets of Sarah Sophia Banks, The Bookplate Journal, Vol.2, No.1, March 2004, pages 3–30, The Bookplate Society. Includes material not previously published.